# Auckland Detectives – Tödliche Bucht
Auckland Detectives – Tödliche Bucht (Originaltitel: The Gulf) ist eine neuseeländisch-deutsche Krimiserie, die in Koproduktion von Lippy Pictures und Screentime auf neuseeländischer Seite und Letterbox Filmproduktion aus Hamburg entstand. Der Privatsender Three strahlte sie erstmals am 26. August 2019 in einer 45-minütigen Episode aus. In Deutschland wurde sie erstmals am 22. September 2019 vom ZDF in Doppelfolgen veröffentlicht. Die Folgen waren bereits am 13. September in der ZDF-Mediathek zugänglich.

## Handlung
Protagonistin der Serie ist Jess Savage, die nach einem schweren Autounfall, bei dem ihr Mann zu Tode kam, immer wieder mit Erinnerungsverlusten zu kämpfen hat, was ihre Arbeit als Ermittlerin auf der neuseeländischen Insel Waiheke erschwert. Savage ist überzeugt, dass der Unfall kein Unfall war und an diesem Tag auch etwas Wichtiges passiert sein muss. Zerrüttung schreitet fort, denn anstatt sich mit ihrer unberechenbaren 18-jährigen Tochter, ihrer zunehmenden Abhängigkeit von Schmerzmitteln oder der überwältigenden Trauer über den Verlust ihres Mannes zu beschäftigen, stürzt sich Savage in die Arbeit. Unterstützt wird sie in beiden Staffeln von ihrem Kollegen DS Justin Harding. Während sich in der ersten Staffel ihre zunehmende Zerrüttung durch die Folgen eines Autounfalls als roter Faden durch die Episoden zieht, ist es in der zweiten Staffel ein Erpresser, der Savage unter Druck setzt.

## Besetzung und Synchronisation
Die deutschsprachige Synchronisation entstand nach dem Dialogbuch von Regina Kette und der Dialogregie von Sascha Draeger durch die Studio Hamburg Synchron GmbH. Deutsche Sprecherinnen und Sprecher laut Abspann Staffel 2, Folgen 1 bis 3:
| Rollenname                  | Schauspieler       | Doppelfolgen | Synchronsprecher  |
| --------------------------- | ------------------ | ------------ | ----------------- |
| DSS Jessica Savage          | Kate Elliott       | 7            | Neda Rahmanian    |
| DS Justin Harding           | Ido Drent          | 7            | Sascha Draeger    |
| DI Ivan Petrie              | Mark Mitchinson    | 7            | Jürgen Holdorf    |
| Ruby Savage                 | Timmie Cameron     | 7            | Emma Herrmann     |
| A.J. Jackson                | Dahnu Graham       | 5            | Robert Knorr      |
| Sen. Sgt. Denise Abernethy  | Alison Bruce       | 5            | Katrin Decker     |
| Alex Parsons                | Bede Skinner       | 4            | Benjamin Morik    |
| Sen. PC Paul „Pup“ Phillips | Ross Brannigan     | 4            | Tetje Mierendorf  |
| Sgt. Taiaroa Gray           | Vinnie Bennett     | 4            | David Berton      |
| Adam Harding                | Simon Prast        | 4            | Holger Mahlich    |
| Valerie Wells               | Sara Wiseman       | 3            | Anne Moll         |
| Doug Bennington             | Jeffrey Thomas     | 3            |                   |
| Rawinia Wells               | Madeleine Adams    | 3            | Lea Stamm         |
| Hazel Peters                | Mirabai Pease      | 3            | Genet Zegay       |
| Sammy Brasch                | Thomas Fink-Jensen | 2            |                   |
| Dr. Miriam Adams            | Hera Dunleavy      | 2            | Traudel Sperber   |
| Jack Brodie                 | Phillip C. Gordon  | 2            |                   |
| Sarah Scully                | Sinea Fitzgerald   | 2            |                   |
| Felix Bruce                 | Demos Murphy       | 2            |                   |
| Nathan Baum                 | Niko Clare         | 1            |                   |
| Chloe Baum                  | Jodie Hillock      | 1            | Franziska Lessing |
| Simon Baum                  | Kelson Henderson   | 1            |                   |
| Roshni Sami                 | Shweta Tomar       | 1            | Marnie Aramruck   |
| Gil Larson                  | Mark Clare         | 1            |                   |
| Craig Jimson                | Jarred Blakiston   | 1            | Markus Hanse      |

## Episodenlisten
Die folgende Übersicht erfasst die Doppelfolgen, wie sie in Deutschland erstausgestrahlt wurden.
Staffel 1
| Nr. (ges.) | Nr. (St.) | Deutscher Titel  | Originaltitel       | Erstausstrahlung Neuseeland             | Deutschsprachige Erstausstrahlung (–) | Regie           | Drehbuch                  |
| --- | --------- | ---------------- | ------------------- | --------------------------------------- | ------------------------------------- | --------------- | ------------------------- |
| 10 | 10        | Aus dem Nichts   | Nathan – Part 1/2   | 26. August 2019 / 2. September 2019     | 22. Sep. 2019                         | Charlie Haskell | Donna Malane, Paula Boock |
| Savage erwacht nach einem Autounfall, bei dem sie auch ihren Mann verloren hat, aus dem Koma. Sie muss hinter das Geheimnis eines kleinen Jungen zu kommen, der verschwunden war und nun wieder aufgetaucht ist. Es beschleicht sie der Verdacht, dass auf ihrer Polizeistation ein Geheimnis gehütet wird. Während Savage verzweifelt nach neuen Spuren sucht, betäubt sie gleichzeitig ihre starken Schmerzen mit Medikamenten und versucht gemeinsam mit ihrer Tochter Ruby über den Verlust ihres Mannes hinwegzukommen. |           |                  |                     |                                         |                                       |                 |                           |
| 20 | 20        | Spurlos          | Dividend ― Part 1/2 | 9. September 2019 / 16. September 2019  | 29. Sep. 2019                         | Gaysorn Thavat  | Donna Malane, Paula Boock |
| Ein 18-jähriges Mädchen verschwindet auf seiner Rucksacktour und Savage wird auf den Fall angesetzt, wobei sie einer größeren Sache auf die Spur kommt. Privat leidet sie unter starken Schmerzen und Gedächtnisverlust. Die Schmerzen betäubt sie mit Medikamenten, von denen sie langsam aber sicher abhängig wird und ihre Tochter gesteht ihr, dass sie schwanger ist. |           |                  |                     |                                         |                                       |                 |                           |
| 30 | 30        | Gefährliche Nähe | Hunters ― Part 1/2  | 23. September 2019 / 30. September 2019 | 6. Okt. 2019                          | Robert Sarkies  | Donna Malane, Paula Boock |
| Savage erreicht der Notruf ihres inzwischen pensionierten Vorgesetzten Doug, der sie um Hilfe bittet, weil in seinem Haus ein Mann liege, den er in Notwehr erschossen habe. Der Tote ist Māori und Doug ein Einwanderer, weshalb eine jahrhundertealte gesellschaftliche Kluft zwischen den beiden Bevölkerungsgruppen aufbricht. Savage hat weiterhin nur lückenhafte Erinnerungen an ihren Unfall, und von den schmerzstillenden Medikamenten ist sie längst abhängig geworden. Als Ruby den Mut fasst, ihrer Mutter das schreckliche Geheimnis, was sie ihr unmittelbar vor dem Unfall gestanden hatte, zu wiederholen, kommen deren Erinnerungen Schritt für Schritt zurück. |           |                  |                     |                                         |                                       |                 |                           |

Staffel 2
| Nr. (ges.) | Nr. (St.) | Deutscher Titel | Originaltitel           | Erstausstrahlung Neuseeland     | Deutschsprachige Erstausstrahlung (–) | Regie                         | Drehbuch                                    |
| --- | --------- | --------------- | ----------------------- | ------------------------------- | ------------------------------------- | ----------------------------- | ------------------------------------------- |
| 40 | 10        | Entführung      | Abduction ― Part 1/2    | 1. März 2021 / 8. März 2021     | 12. Sep. 2021                         | Charlie Haskell               | Donna Malane, Paula Boock                   |
| Spencer Marris wird mitten in der Nacht von Fremden aus seinem Haus entführt, Frau und Tochter kommen mit einem Schrecken davon. Später wird Marris tot aufgefunden. Savage wird stattdessen von einer unbekannten Person erpresst. Tochter Ruby ist hochschwanger und versucht ihr Bestes, mit ihrem Freund erwachsen zu werden. |           |                 |                         |                                 |                                       |                               |                                             |
| 50 | 20        | Regenbogenwelt  | Te Ao Uenuku ― Part 1/2 | 15. März 2021 / 22. März 2021   | 19. Sep. 2021                         | Robert Sarkies                | Donna Malane, Paula Boock, Jack Keele Wedde |
| Auf einer Marihuana-Plantage wird das Skelett eines Kindes gefunden. Die lokale Māori-Gemeinschaft und eine benachbarte alternative Kommune stehen unter Verdacht. Savage kommt mit den Ermittlungen nur schwer voran, weil sie auf eine Mauer des Schweigens stößt. Außerdem muss sie sich weiterhin mit ihrem Erpresser auseinandersetzen. |           |                 |                         |                                 |                                       |                               |                                             |
| 60 | 30        | Neue Heimat     | Immigration ― Part 1/2  | 29. März 2021 / 5. April 2021   | 26. Sep. 2021                         | Helena Brooks/Charlie Haskell | Donna Malane, Paula Boock, Jack Keele Wedde |
| Auf einer Baustelle wird ein junger Mann aus einer Surfer-Clique bei einer Messerstecherei mit indonesischen Gastarbeitern schwer verletzt. Zunächst sieht der Fall nach einem Racheakt aus Neid um Arbeit aus. Savages Kollege Harding hat einen Plan, wie sie gemeinsam den Erpresser überführen können. Aber Savage steigt im letzten Moment aus dem Plan aus, da sie denkt, dass es vielleicht ihre Tochter sein könnte. |           |                 |                         |                                 |                                       |                               |                                             |
| 70 | 40        | Enttarnung      | Inheritance ― Part 1/2  | 12. April 2021 / 19. April 2021 | 3. Okt. 2021                          | Caroline Bell Booth           | Donna Malane, Paula Boock                   |
| Beim Dauerlauf wird Valerie von einem Mann mit einem Messer bedroht. Denise verteidigt ihre Freundin und erschießt ihn als die Situation außer Kontrolle gerät. Die Ermittlungen ergeben, dass der Mann erpresst wurde und sein gesamtes Erbe verlor. Zudem hat seine Familie eine dunkle Vergangenheit. Jess kann ihren eigenen Erpresser entlarven, und es zeigt sich eine unbequeme Wahrheit. Kollege Harding hat Kontakt zu seiner Schwester und seiner Nichte aufgenommen, aber eine unerwartete Wendung bringt ihn in eine missliche Situation. |           |                 |                         |                                 |                                       |                               |                                             |